# Sanandadsch (Verwaltungsbezirk)
Sanandadsch (persisch شهرستان سنندج) ist ein Schahrestan in der Provinz Kurdistan im Iran. Er enthält die Stadt Sanandadsch, welche die Hauptstadt des Verwaltungsbezirks ist. 

## Kreise
Der Verwaltungsbezirk gliedert sich in folgende Kreise:
- Zentral (بخش مرکزی)
- Kalatrazan (بخش کلاترزان)

## Demografie
Bei der Volkszählung 2016 betrug die Einwohnerzahl des Schahrestan 501.402. Die Alphabetisierung lag bei 85 Prozent der Bevölkerung. Knapp 83 Prozent der Bevölkerung lebten in urbanen Regionen.
| Zensusjahr | Einwohnerzahl |
| ---------- | ------------- |
| 2011       | 450.167       |
| 2016       | 501.402       |